# Парламентские выборы в Бельгии (1949)
Парламентские выборы в Бельгии (1949) прошли 29 июня. Это были первые парламентские выборы, прошедшие согласно избирательному закону от 27 марта 1948 года, который распространил всеобщее избирательное право на женщин. По пропорциональной избирательной системе было избрано 212 депутатов Палаты представителей и 106 сенаторов.

## Результаты выборов
| Палата представителей | Палата представителей               | Палата представителей | Палата представителей | Палата представителей | Сенат              | Сенат          | Сенат |
| Партия                | Партия                              | Голосов               | Мест                  | Δ                     | Голосов            | Мест           | Δ     |
| --------------------- | ----------------------------------- | --------------------- | --------------------- | --------------------- | ------------------ | -------------- | ----- |
|                       | Социально-христианская партия       | 2 190 898 (43,55%)    | 105                   | ▲ 13                  | 2 208 553 (44,34%) | 54             | ▲ 3   |
|                       | Бельгийская социалистическая партия | 1 496 539 (29,75%)    | 66                    | ▼ 3                   | 1 477 678 (29,67%) | 33             | ▼ 1   |
|                       | Фламандский народный союз           | 103 896 (2,06%)       | 0                     | -                     | Не участвовали     | Не участвовали |       |
|                       | Либеральная партия                  | 767 180 (15,25%)      | 29                    | ▲ 12                  | 762 530 (15,31%)   | 14             | ▲ 10  |
|                       | Коммунистическая партия Бельгии     | 376 765 (7,49%)       | 12                    | ▼ 11                  | 377 209 (7,57%)    | 5              | ▼ 6   |
|                       | Католические диссиденты             | 4 327 (0,09%)         | 0                     | -                     | Не участвовали     | Не участвовали |       |
|                       | Другие                              | 91 281 (1,81%)        | 0                     | -                     | 154 933 (3,11%)    | 0              | -     |
|                       | Всего                               | 5 030 886 (89,27%)    | 212                   | ▲ 10                  | 4 980 903 (88,38%) | 106            | ▲ 5   |

По итогам выборов 11 августа 1949 года было сформировано коалиционное правительство (социал-христиане и либералы) во главе с лидером Христианской социальной партии Гастоном Эйскенсом, просуществовавшее меньше года. 4 июня 1950 года в Бельгии прошли следующие парламентские выборы.